# Asnans-Beauvoisin
Asnans-Beauvoisin è un comune francese di 707 abitanti situato nel dipartimento del Giura nella regione della Borgogna-Franca Contea.

## Società

### Evoluzione demografica
Abitanti censiti